# Saint-Léger-Vauban
Saint-Léger-Vauban (fino al 1867 Saint-Léger-de-Foucherets) è un comune francese di 422 abitanti situato nel dipartimento della Yonne nella regione della Borgogna-Franca Contea.

## Monumenti e luoghi d'interesse
- Abbazia di Sainte-Marie de la Pierre-qui-Vire

## Società

### Evoluzione demografica
Abitanti censiti